# Cullowhee
Cullowhee és una concentració de població designada pel cens dels Estats Units a l'estat de Carolina del Nord. Segons el cens del 2000 tenia 3.579 habitants.

## Demografia
Segons el cens del 2000, Cullowhee tenia 3.579 habitants, 716 habitatges i 272 famílies. La densitat de població era de 379,6 habitants per km².
Dels 716 habitatges en un 17,5% hi vivien nens de menys de 18 anys, en un 28,1% hi vivien parelles casades, en un 7,3% dones solteres, i en un 61,9% no eren unitats familiars. En el 35,9% dels habitatges hi vivien persones soles el 5% de les quals corresponia a persones de 65 anys o més que vivien soles. El nombre mitjà de persones vivint en cada habitatge era de 2,01 i el nombre mitjà de persones que vivien en cada família era de 2,72.
Per edats la població es repartia de la següent manera: un 5,9% tenia menys de 18 anys, un 72,8% entre 18 i 24, un 11% entre 25 i 44, un 7% de 45 a 60 i un 3,2% 65 anys o més.
L'edat mediana era de 21 anys. Per cada 100 dones de 18 o més anys hi havia 84,4 homes.
La renda mediana per habitatge era de 19.688 $ i la renda mediana per família de 36.538 $. Els homes tenien una renda mediana de 26.161 $ mentre que les dones 16.607 $. La renda per capita de la població era de 10.017 $. Entorn del 25,2% de les famílies i el 41,5% de la població estaven per davall del llindar de pobresa.

## Poblacions més properes
El següent diagrama mostra les poblacions més properes.